# Фокін Сергій Олександрович
Сергій Олександрович Фокін (рос. Сергей Александрович Фокин, нар. 26 липня 1961, Ульяновськ) — радянський і російський футболіст, що грав на позиції захисника. Відомий за виступами за клуб ЦСКА (Москва), «Айнтрахт» (Брауншвейг), а також першу збірну та олімпійську збірну СРСР, у складі якої став олімпійським чемпіоном у 1988 році.
Чемпіон СРСР і володар Кубка СРСР 1991 року.

## Клубна кар'єра
Сергій Фокін народився в місті Ульяновську, а вже у віці 1 рік разом із родиною перебрався до міста Фрунзе, де й розпочав займатися футболом у місцевій спортивній школі «Луч». У 1978 році він вступив до місцевого інституту фізкультури, грав за його команду, а з 1979 року перейшов до найсильнішої команди Киргизької РСР — «Алга» (Фрунзе). З наступного року він стає гравцем основи фрунзенського клубу, який з цього року грає у другій лізі СРСР. У 1984 році Фокіна призивають до лав Радянської Армії. Спочатку він служив у частині неподалік Семипалатинська, а пізніше його перевели в клуб СКА в Алма-Ату. Далі спеціальним розпорядженням міністра оборони Фокіна переводять до московського клубу ЦСКА. Команда в цей час грала нерівно, і за підсумками сезону 1984 року вибула до першої ліги. Наступного року команда зайняла друге місце в першій лізі, і мала б отримати путівку до вищого дивізіону, проте саме цього року вищий дивізіон вирішили скоротити до 16 команд, і два лідери першої ліги вимушені були зіграти перехідний турнір із двома командами вищої ліги, що фінішували на 15 і 16 місцях, та поступилися вищоліговим клубам у цьому турнірі. У 1986 році ЦСКА виграв першу лігу та повернувся до вищої ліги, проте лише на один сезон, та повернулась до першої ліги. Проте завдяки дружньому та зіграному колективу ЦСКА вже під керівництвом нового головного тренера Павла Садиріна у 1989 році знову перемогла в турнірі першої ліги та повернулась до вищого дивізіону. У 1991 році ЦСКА виграв спочатку Кубок СРСР, та незважаючи на загибель основного воротаря команди Михайла Єрьоміна, виграв і чемпіонат СРСР. У цьому ж році ЦСКА виступав у розіграші Кубка володарів кубків проти римської «Роми», і, хоча московський клуб поступився італійському клубові за сумою двох зустрічей, ЦСКА показав непогану гру, й за оцінками багатьох свідків, саме московський клуб мав проходити далі. У цих матчах Сергій Фокін відзначився автоголом у домашньому матчі та голом у ворота «Роми» в гостях, щоправда цей гол не був зарахований.
Після завершення останнього чемпіонату СРСР Сергій Фокін нетривалий час перебував у фінському клубі «ГІК», а пізніше повернувся до ЦСКА. На початку 1993 року за допомогою Анатолія Коробочки перейшов до клубу другої німецької бундесліги «Айнтрахт» (Брауншвейг). У цій команді разом із ним грали Ігор Бєланов і Віктор Пасулько. Проте, незважаючи на таке посилення складу, «Айнтрахт» вибув до тетього німецького дивізіону. Фокін виступав у німецькій команді до 2000 року, після чого завершив виступи на футбольних полях.

## Виступи за збірні
У 1987 році Сергій Фокін дебютував у олімпійській збірній СРСР у відбірковому турнірі Олімпійських ігор 1988 року у Сеулі. У відбірковому турнірі він провів 3 матчі, та був включений до складу команди на футбольний турнір Олімпійських ігор. На сам турнір футболіст поїхав із травмою, тому зіграв лише один матч проти збірної Австралії, проте незважаючи на це він разом зі всією радянською командою отримав золоті олімпійські нагороди, а наступного року отримав звання заслуженого майстра спорту.
1989 року Сергій Фокін дебютував у складі першої збірної СРСР, зіграв 3 товариські матчі в її складі. У 1990 році головний тренер команди Валерій Лобановський включив Фокіна до складу команди на чемпіонат світу в Італії. Сергій Фокін мав вийти в основі команди на другий матч групового турніру проти збірної Аргентини, проте перед матчем він повідомив головного тренера про те, що в нього загострилась травма спини, і він не може взяти участь у матчі. Після цього футболіста не запрошували до збірної.

## Після завершення футбольної кар'єри
Після завершення виступів на футбольних полях Сергій Фокін залишився жити в Німеччині та отримав німецьку тренерську ліцензію. Проте влаштуватися тренером у Німеччині колишньому футболісту не вдалося, і він вирішив після проходження курсу професійного навчання стати робітником на заводі концерну «Volkswagen» у Брауншвейгу. Також разом із дружиною деякий час утримували кафе, проте його довелось закрити у зв'язку з нерентабельністю.

## Титули і досягнення
- Олімпійський чемпіон (1):

1988
- Переможець першої ліги СРСР — 1986, 1989
- Чемпіон СРСР (1):

ЦСКА (Москва): 1991
- Володар Кубка СРСР (1):

ЦСКА (Москва): 1990–1991